# Oxylymma sudrei
Oxylymma sudrei är en skalbaggsart som beskrevs av Peñaherrera och Tavakilian 2003. Oxylymma sudrei ingår i släktet Oxylymma och familjen långhorningar. Inga underarter finns listade i Catalogue of Life.